# Halvbekard
Halvbekard (Xenopsaris albinucha) är en fågel i familjen tityror inom ordningen tättingar.

## Utseende och läte
Halvbekarden är en liten grå och vit fågel med kontrasterande mörkare hjässa. Hanen är grå ovan och vit under med svart hjässa, tydligt markerad mot vitt i nacken och på tygeln. Honan är liknande, men brun ovan med kastanjebrun hjässa. Hanen liknar hane gråbekard, men är slankare med tunnare näbb och vitt, ej grått, i nacken. Sången består av en udda serie med pipande ljud och ljusa darrande visslingar.

## Utbredning och systematik
Halvbekarden placeras som enda art i släktet Xenopsaris. Den delas in i två underarter:
- Xenopsaris albinucha albinucha – förekommer från nordöstra inre Brasilien till östra Bolivia, västra Paraguay och norra Argentina
- Xenopsaris albinucha minor – förekommer lokalt i västra och centrala Venezuela och i nordligaste delarna av Brasilien (Roraima)

## Levnadssätt
Halvbekarden hittas i fuktig savann och öppet skogslandskap, ofta nära vatten. Den undviker fuktiga täta skogar. Fågeln sitter upprätt, ofta väl synligt på bara grenar. Födan består av insekter och frukt.

## Status
Arten har ett stort utbredningsområde och beståndet anses stabilt. Internationella naturvårdsunionen IUCN listar den därför som livskraftig (LC).